# Leuctra autumnalis
Leuctra autumnalis är en bäcksländeart som beskrevs av Aubert 1948. Leuctra autumnalis ingår i släktet Leuctra och familjen smalbäcksländor. Inga underarter finns listade i Catalogue of Life.